# رواسندا
رواسندا (به ایتالیایی: Rovasenda) یک کومونه در ایتالیا است که در استان ورسلی واقع شده‌است.

## خصوصیات
رواسندا ۲۹٫۳ کیلومترمربع مساحت و ۱٬۰۱۰ نفر جمعیت دارد.